# Mistletoe (Colbie Caillat)
Mistletoe è una canzone natalizia pubblicata da Colbie Caillat come singolo digitale nel novembre del 2007.
La canzone è stata scritta da Colbie Caillat e Stacy Blue ed è stata pubblicata il 20 novembre 2007 in formato digitale, ma anche in formato Promo CD limitatissimo. Il singolo ebbe un discreto successo; la canzone fu anche inserita nelle compilation The Essential Now That's What I Call Christmas e Hotel Cafe Presents Winter Songs.

## Tracce
1. Mistletoe – 3:54

## Classifiche
| Classifica (2007-2008) | Posizione massima |
| ---------------------- | ----------------- |
| Canada                 | 56                |
| Stati Uniti            | 75                |